# Dorylaimopsis janetae
Dorylaimopsis janetae is een rondwormensoort uit de familie van de Comesomatidae. De wetenschappelijke naam van de soort is voor het eerst geldig gepubliceerd in 1963 door Inglis.